# Drapelul Gibraltarului

Proporția drapelului - 1:2

Drapelul Gibraltarului este format din două benzi orizontale de culori alb și roșu cu un castel roșu (cu trei turnuri) în centru, pe câmpul alb; există și o cheie care atârnă de castel, centrată în banda roșie.

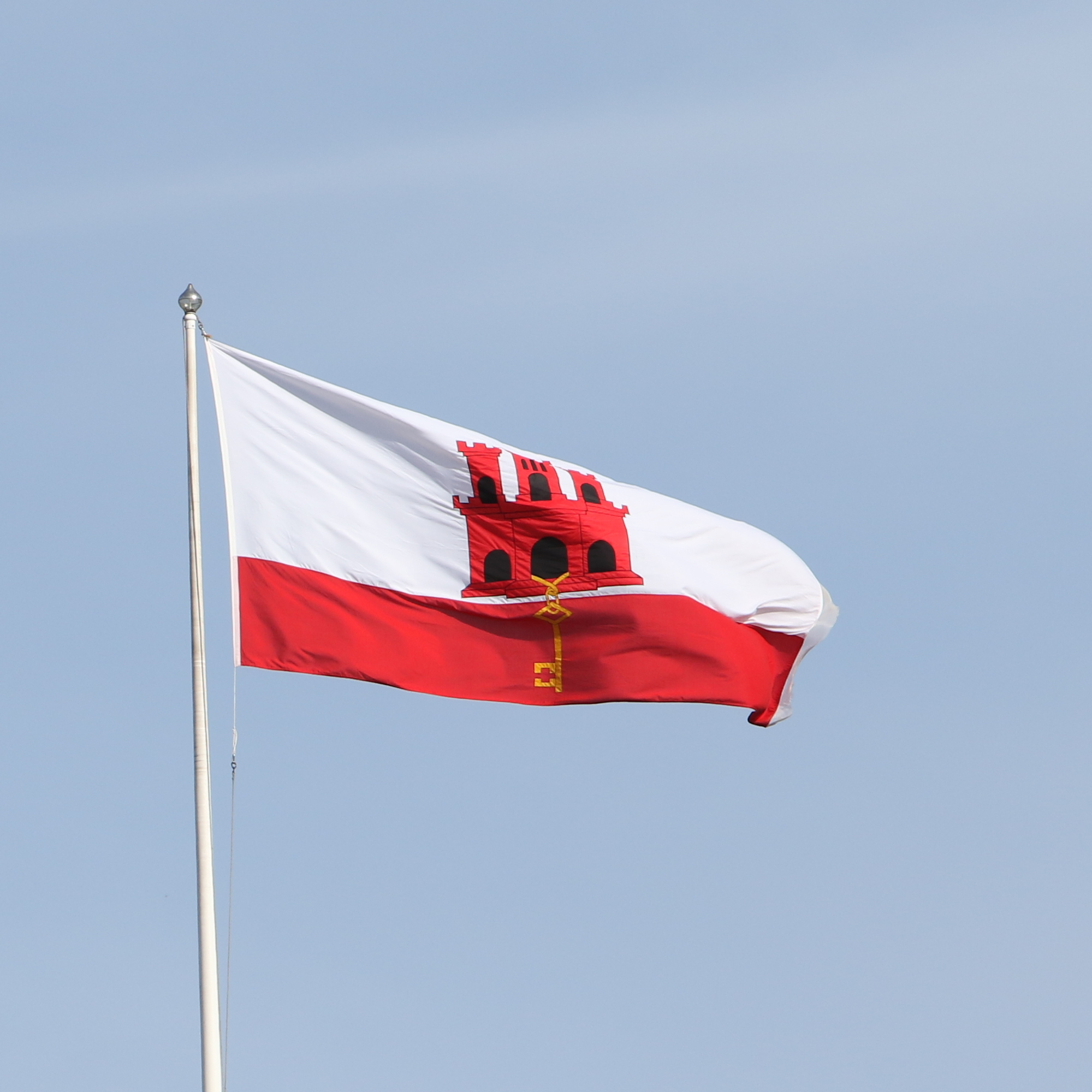
Drapelul Gibraltarului

Steagul reprezintă reproducerea modernă și mărită a banierei date de către regina Isabella I de Castilia în data de 10 iulie 1502 corpului de armată recrutat din Gibraltar.